# Varsád
Varsád es un pueblo ubicado en el distrito de Tamási, en el condado de Tolna, Hungría.

## Superficie
Posee una superficie de 21,56 kilómetros cuadrados.

## Demografía
Hasta 2019 la población era de 337 habitantes, con una densidad de población de 15,63 habitantes por kilómetro cuadrado.